# Entwicklungsdienstleister
Entwicklungsdienstleister (kurz: EDL; auch Engineering-Dienstleister oder Ingenieurdienstleister oder Technologieberatung oder Engineering Services) sind Industrieunternehmen, deren Umsatz größtenteils aus der Erbringung von Entwicklungsdienstleistungen erwirtschaftet wird.
EDLs bieten heutzutage branchenübergreifend Leistungen & Lösungen an, z. B. in der Automobilindustrie (auch: Nutzfahrzeuge), Luftfahrtindustrie, Raumfahrt, Medizintechnik, Bahnindustrie, Informationstechnologie oder Rüstungsindustrie. Weitere Branchen können sein: Petrochemie, Schifffahrt, Pharmazie.
Die Produktion und der Verkauf eigener Produkte steht bei Entwicklungsdienstleistern weniger im Vordergrund, jedoch bieten große EDLs eigenständige Produkte und schlüsselfertige Lösungen (teils auch Serienreife oder sog. Turn-key Lösungen) an. Damit stehen EDLs im Allgemeinen am Anfang der Wertschöpfungskette und sind heutzutage wesentlicher Bestandteil dieser.
Die VDI-Norm 4510 (Erscheinungsdatum: 2006) Ingenieur-Dienstleistungen und Anforderungen an Ingenieur-Dienstleister soll die Wettbewerbs- und Innovationsfähigkeit unterstützen.

## Beschreibung

### Bedeutung
Aufgrund von immer komplexer werdenden Technologien und Produktvarianten sowie Technologietrends sind EDLs heutzutage erfolgreich am Markt und leisten einen unersetzlichen Beitrag zu Innovationen. EDLs gelten aufgrund ihrer hohen Technologieaffinität speziell bei Nachwuchskräften als beliebte Arbeitgeber und bieten eigene Karrieremöglichkeiten.
Die Relevanz der Entwicklungsdienstleistungen stieg über die Jahrzehnte. Zum Beispiel war IBM damals noch ein reiner Hersteller von Computerhardware, so wurden 2007 bereits 37 % der Umsätze mit "Services" geleistet. Software machte 40 % und Hardware/Finance die restlichen 23 %. Auch im Jahr 2022 generiert im Beispielfall IBM die Sparte Consulting weiterhin die zweithöchsten Umsätze.

### Entwicklungsauftrag
Im Regelfall werden EDLs beauftragt, die Entwicklungstätigkeiten für ein Kundenunternehmen zu übernehmen. Die Entwicklung kann dabei z. B. von einem Lastenheft ausgehen oder der EDL als Teil eines Programm oder Projekt eingebunden werden, oder dem Kunden beratend zur Seite stehen. Die Zielprodukte und -leistungen können sein: Gesamt- oder Teilsysteme (Module), Software (vollständig oder Teilbereiche z. B. Test & Verifikation), IT-Services, Hardware-Entwicklung (Konzept, Design, Verifikation & Validierung) und Projektmanagement-Beratung (Prozesse, Qualität etc.). Die Grenze zwischen Entwicklungsdienstleister, Technologieberatung und Zuliefererunternehmen verschwimmt an dieser Stelle.

### Hintergrund
Die Unternehmensform des Entwicklungsdienstleisters entstand als Weiterentwicklung des klassischen Ingenieurbüros. Seit den 1980er Jahren wurden verstärkt Entwicklungsaufgaben von Industrieunternehmen an externe und dafür spezialisierte Büros vergeben. Entwicklungsdienstleister verstehen sich als Entwicklungs- und Technologiepartner der Kundenunternehmen. Ingenieurbüros können als Unterform der Entwicklungsdienstleister verstanden werden.

### Spannungsfelder
Oftmals stehen EDLs mit ihren (Groß-)Kunden (z. B. OEMs, Tier-Zulieferer) in Bezug auf die sog. Kernkompetenz, die Arbeitsbedingungen wie Löhne, Tarifverträge etc. in Konflikt. Wichtige Faktoren für diese Unternehmen spielen deshalb das sog. Stakeholdermanagement, Vertragsmanagement, Risikomanagement, Kundenmanagement etc., um die enge Verflechtung zwischen Auftraggeber und EDL zu gestalten. Auf der anderen Seite ergeben sich im Umfeld auch strategische Partnerschaften, aufgrund der engen Verzahnung und gewünschten Nähe zwischen EDLs und Auftraggebern.

## Abgrenzungen

### Abgrenzung zur Zeitarbeit

#### Inhaltlich
EDLs unterscheiden sich in mehrfacher Hinsicht von gewöhnlichen Personaldienstleistern (PDLs), welche sich meist auf Personalthemen spezialisieren. Dabei spielt bei EDLs die Zeitarbeit und die damit verbundenen „einfachen Arbeiten“ eine untergeordnete Rolle. Da die Mitarbeiter der EDLs meist beratend aktiv sind, hat ebenfalls 2016/2017 der Gesetzgeber klargestellt, dass die Tätigkeiten von Unternehmensberatern nicht als Zeitarbeit zu bewerten sind.
Laut einer Studie (Blickpunkt Arbeitsmarkt: Akademiker/-innen) der Bundesagentur für Arbeit, spielen sog. „Atypische Erwerbsformen“ (d. h. Zeitarbeit, Befristung, Teilzeit, Minijobber) bei Akademikern eine „in der Regel untergeordnete Rolle.“ Befristete Arbeitsverhältnisse treten jedoch dennoch auf, Zitat Studie: „Befristungen treten vorrangig in der Anfangsphase des Berufslebens auf und werden mit fortschreitender beruflicher Etablierung immer mehr zur Ausnahme.“
Für Berufseinsteiger stellen EDLs oft ein Sprungbrett in die berufliche Karriere dar. Gleichwohl hadern EDLs auf der anderen Seite mit einer hohen Fluktuation von Fachkräften.

#### Gehalt
Die Mehrzahl der Mitarbeiter bei EDL-Unternehmen sind qualifizierte Fachkräfte (Ingenieure, Naturwissenschaftler, Techniker, sonstige. Qualifikationen beispielsweise aus der IT) und verdienen im Vergleich zur Zeitarbeit (häufig: Mindestlohn) höhere, qualifikations-übliche Löhne. Das Durchschnittsgehalt eines Ingenieurs, laut einer Umfrage für das Jahr 2020, ist im Median 60.000 EUR. Abweichungen ergeben sich durch das Bundesland, die Branche, Erfahrung (Berufsjahre) und Unternehmensgröße des Arbeitgebers.
Eine Analyse der Hans Böckler Stiftung aus dem Jahr 2013 mit dem Titel „Ingenieure, IT-Experten und Techniker in Leiharbeit und Fremdfirmeneinsatz“ ermittelte die folgenden Fakten:
- Von 100 % Ingenieuren, IT-Experten und Techniker wurden 9,1 % „nicht beim Arbeitgeber eingesetzt“ (d. h. Leiharbeit etc.)
- IT-Experten wiesen mit 25,7 % den höchsten Anteil unter „befristet Beschäftigten“ auf
- Durchschnittsgehalt bei Ingenieuren für 2013 war 4.656 EUR im Monat
- Lohngefälle ergaben sich aufgrund der „Art des Arbeitseinsatzes“:
  - Beschäftigte in Leiharbeit wiesen dabei den größten Abstand zu Beschäftigten am Ort des Arbeitgebers auf
  - Bei „Entsandten“ war der Unterschied kleiner

Die Lohngefälle-Effekte werden in der Studie durch das Alter und die Erfahrungsjahre der Personen erklärt.
- Die Tarifbindung ist bei allen Leih- und Zeitarbeitern am größten

Dieser Effekt wird begründet mit dem Versuch, das „Equal Pay“-Prinzip der Arbeitnehmerüberlassung zu umgehen.

#### Gehälter USA
Laut einer jährlichen Umfrage (Stand 2021) des US-Karriere-Unternehmen Dice haben die Tech-Gehälter 2019 auf 2020 zugelegt und lagen im Durchschnitt bei 97.859 USD, im Silicon Valley sogar bei 126.801 USD.

#### Gehälter Schweiz
Die Ingenieursvereinigung Swiss Engineering publiziert jährlich eine Gehaltsstudie (Salärbroschüre), die für Mitglieder kostenfrei ist.

### Abgrenzung zu gewöhnlichen Personaldienstleistern und Unternehmensberatung
EDLs sind weniger in den folgenden Geschäftsbereichen tätig, wobei es auch hier Ausnahmen gibt:
- Recruitment, Headhunting, Personalentwicklung, Personalberatung (z. B. wie Expertum)
- Outsourcing (z. B. wie ehem. EDS; EDLs übernehmen nur selten ganze Ausgliederungen von Abteilungen)
- Unternehmensberatung, mit Ausnahmen:
  - Hauseigene, externe Unternehmen wie: Porsche Consulting[41], Volkswagen Consulting[42] etc.
  - Eigene Inhouse Consulting Geschäftsbereiche und Teams, die Kunden beraten[43]
  - Spezialisierte Beratungsingenieure (vertreten durch den Verband Beratender Ingenieure)

### Abgrenzung zu Zulieferern
EDLs werden nicht zu den klassischen Zulieferer-Unternehmen gezählt, sind aber Teil der Wertschöpfungskette.

## Vertragsformen und Art der Auftragsabwicklung
Je nach Situation sind verschiedene Formen der Auftragsabwicklung und Vertragsgestaltung gängig:
- Dienstleistungsvertrag (z. B. Beratungsleistungen)
- Werkverträge (z. B. Erstellung eines Produktes, Hardware, Software etc.)
- Arbeitnehmerüberlassung oder Zeitarbeit (Bereitstellung von Personal)

Die häufige Anwendung von Werksverträgen und Arbeitnehmerüberlassungen wurde durch Reformen stark beeinflusst. Laut einer Umfrage des DGB waren 2015 bei EDLs ca. 50 % „Marktanteil fremdvergeben“, entsprechend 36.500 Beschäftigten.

## Bedeutende EDLs & Rankings

### Top 25 (nach automotiveIT)
Die fünf umsatzstärksten IT-EDLs aus 2020 (nach automotiveIT):
1. T-Systems (622 Millionen Euro)
2. IBM (520 Millionen Euro)
3. Capgemini (450 Millionen Euro)
4. Accenture (443 Millionen Euro)
5. NTT-Gruppe (414 Millionen Euro)

### Top 10 (nach Lünendonk)
Laut dem Beratungsunternehmen Lünendonk sind die Top 10 der Anbieter von Engineering Services in Deutschland (Stand 2021):
1. IAV GmbH
2. Bertrandt AG
3. AKKA Technologies Germany SE (heute: Adecco)[55][56]
4. Ferchau GmbH
5. Edag Engineering Group AG
6. Capgemini Engineering (ehem. Altran)[57][58]
7. ALTEN S.A.
8. FEV Europe GmbH
9. Modis GmbH (heute: Adecco)[55][56]
10. Brunel N.V.

Dabei sind die Umsätze der Unternehmen im drei bzw. vierstelligen Millionenbereich, sowie die Mitarbeiterzahlen im vier-, fünf- bis sechsstelligen Bereich. Die Zusammensetzung der Liste unterliegt den Kriterien von Lünendonk. Eine spezielle Liste für Zeitarbeitsunternehmen wird ebenfalls von Lünendonk publiziert und erscheint jährlich.

### Top 50 (nach ATZ extra)
Das Top 50 Ranking des MTZ Magazins mit führenden EDLs erscheint jährlich. Die Kriterien des ATZ-Rankings unterliegen ähnlichen Kriterien wie dem Lündendonk-Ranking (Umsatz, Mitarbeiterzahl etc.).

### Top 50 (nach Everest Group)
Laut der Top 50 des Beratungsunternehmens Everest Group, sind 48 % der Engineering-Service Anbieter aus Europa.

### Weitere europäische oder weltweite EDLs (Beispiele)
- AECOM: EDL aus den USA
- Assystem S. A.: französischer EDL mit ca. 7000 Mitarbeitern (Stand 2021)[63]
- AVL: EDL aus Österreich
- AFRY (vormals ÅF Pöyry): EDL aus Schweden
- ITK Engineering GmbH
- Jacobs Engineering Group: EDL aus den USA
- Semcon: EDL aus Schweden
- Segula Technologies S. A.: französischer EDL, der 2018 das Entwicklungszentrum von Opel gekauft hat.[64]

### Spezialisierte EDLs (Beispiele)
Ebenfalls existieren eigenständige EDL-Ausgründungen großer Industrieunternehmen, wie z. B.:
- Bosch Engineering
- Continental Engineering Services (CES)[65][66][67]
- DB Engineering Consulting
- IBM Consulting (vormals IBM Global Business Services)
- Infraserv GmbH & Co. Höchst KG
- Magna Steyr Engineering AG & Co. KG

Diese Unternehmen sind meist Teil der Unternehmensgruppe oder ausgegründet und bieten spezialisierte Entwicklungsleistungen primär für den eigenen Konzern und Kundenkreis an.

### EMS-Dienstleister (Beispiele)
Eine weitere Spezialisierung unter den EDLs sind die sog. EMS-Dienstleister. Diese Unternehmen haben ihren Fokus auf Auftrags- und Serienentwicklungsleistungen der Elektronik und Elektrotechnik, meist mit sehr großen Entwicklungsvorleistungstätigkeiten, und wirken ebenfalls beratend.

### F&E-Dienstleister (Beispiele)
Dazu zählen z. B. die Fraunhofer Institute mit ihren Dienstleistungen.

### Technologieberatung (Beispiele)
Eine weitere Lünendonk-Liste speziell für IT-Dienstleister existiert. Einige Beispiele und weitere Firmen sind:
- Accenture (> 1/2 Mio. Mitarbeiter, USA)
- Adesso SE (> 5k Mitarbeiter, Deutschland)
- Bechtle AG (> 10k Mitarbeiter, Deutschland)
- CGI Inc. (> 50k Mitarbeiter, Kanada)
- CHG-Meridian (> 1k Mitarbeiter, Deutschland)
- Cognizant (> 1/4 Mio. Mitarbeiter, USA)
- DXC Technology (> 100k Mitarbeiter, USA)
- HCL Technologies (> 200k Mitarbeiter, Indien)
- Infosys (> 1/4 Mio. Mitarbeiter, Indien)
- Tata Consultancy Services (> 1/2 Mio. Mitarbeiter, Indien)
- Wipro (> 150k Mitarbeiter, Indien)

Unternehmen wie Accenture sind heutzutage mit Büros in ganz Deutschland vertreten. Unternehmen wie DXC Technology bieten nicht nur ausschließlich IT-Dienstleistungen, sondern sind auch für andere Branchen wie Automotive mit Produkten und Leistungen vertreten, nicht zuletzt aufgrund der starken Digitalisierung im Bereich der Automobilindustrie. Ebenfalls zeigen die Top 10 laut Lünendonk-Liste, wie stark „Digital Engineering“, „Agile Softwareentwicklung“ und „Data Analytics“ einen Einfluss auf den Geschäftserfolg der „Engineering-Dienstleister“ haben.

## Akquisen, Konsolidierungen, Partnerschaften (Beispiele)
2014 wird die EDL-Firma Rücker durch Edag übernommen.
2015 kauft die Continental AG den Software-EDL-Spezialisten Elektrobit.
2017 kauft und integriert Siemens die US-Großfirma Mentor Graphics, welche u. a. spezielle Lösungen für die Automobilindustrie anbietet. Der neue Geschäftsbereich lautet Siemens Digital Industries Software.
2017 ging die Firma Modis aus Euro engineering (EDL) und DIS AG (PDL) hervor; ebenfalls wurde aus der MBtech Group 2018 das Unternehmen AKKA Technologies. Beide Unternehmen wurden schließlich 2021 vom PDL-Großkonzern Adecco vereint.
2018 kauft die ZF Friedrichshafen Anteile an der ASAP Holding.
Im März 2020 kauft Accenture zu 100 % die ESR Labs GmbH, einen Embedded-Software-Spezialist.
Cognizant übernimmt das Münchner Unternehmen ESG Mobility.

## EDL-Kennzahlen

### Industrie
Am Beispiel der Automobilindustrie machen Zulieferer (inkl. Dienstleister) ca. 77 % oder 700 Milliarden Euro (Stand 2015) aus. Die restlichen 23 % oder 203 Milliarden Euro sind auf die Original Equipment Manufacturer (OEMs) verteilt.
Bereits 2000 überschritten 14 Entwicklungsdienstleister im Umsatz die 100-Millionen-Euro-Marke. Allein in der Automobilindustrie betrug das Marktvolumen im Jahr 2019 gut zwölf Milliarden Euro. Bis 2024 soll dieses Volumen auf über 14 Mrd. Euro wachsen.
Laut VDA Studie werde das Auftragsvolumen 2030 für die Entwickler von Fahrzeugen und Fahrzeugtechnologien nach Schätzung mit 29 Mrd. EUR deutlich höher liegen als im Jahr 2019 (20,5 Mrd. Euro).

### Beschäftigung
In einer Studie der Hans Böckler Stiftung (Juli 2016) werden 76 EDLs mit zusammen ca. 93.500 Beschäftigten in Deutschland (weltweit ca. 222.000) erfasst.
Laut einer Studie des VDA & Berylls Strategy Advisors, waren Stand 2013 über alle Geschäftssegmente (nicht nur Automotive) ca. 127.000 Mitarbeiter bei EDLs beschäftigt, mit einem durchschnittlichen Umsatz pro Mitarbeiter von 92.000 EUR. Davon waren 50.000 Mitarbeiter in der Automobilbranche bei EDLs tätig.

### Situation im Ausland

#### Schweiz
Laut dem sog. „Swiss Engineering Index“, einem Arbeitsmarktindex für Ingenieure und Architekten in der Schweiz, ist die Nachfrage an Ingenieuren im „Dienstleistungssektor“ fortwährend.

#### USA
Laut dem U.S. Bureau Of Labor Statistics (BLS) sind (Erhebung 2018) zugeordnet:
- Engineering technologies: 462.110 Beschäftigte mit jährlichem Gehalt (Median): 75.000 USD[93]
- Engineering: 4.700.460 Beschäftigte mit jährlichem Gehalt (Median): 90.000 USD[94]

## COVID-19
Im Zuge der Coronakrise wurde bei EDL-Unternehmen ein „signifikanter Anstieg“ der Kurzarbeit wahrgenommen, welcher oft auch wirtschaftlich das Ende für kleinere EDL-Unternehmen bedeuten kann. Branchenexperten gehen aufgrund von „Shutdowns“ wie z. B. bei der VW-Produktion von Budgetkürzungen für EDLs aus.